# Gare de Rivière-Blanche
La gare de Rivière-Blanche est une ancienne gare ferroviaire canadienne de la ligne de Mont-Joli à Matane. Elle est située sur le territoire de la Municipalité locale de Saint-Ulric, dans la municipalité régionale de comté de La Matanie au Québec.
Mise en service en 1910 par la compagnie Canada and Gulf Terminal Railway, elle est fermée, comme la ligne, en 1978.
Son bâtiment est sauvé de la destruction par Pauline Cadieux qui le réhabilite en musée, mais après la mort de l'écrivaine, en 1996, le bâtiment est déplacé à Mont-Joli pour devenir un point d'information touristique.

## Situation ferroviaire
Établie à 22 mètres d'altitude, la gare de Rivière-Blanche est située sur la ligne de Mont-Joli à Matane, entre les gares de Baie-des-Sables et de Matane.

## Histoire
La gare de Rivière-Blanche est mise en service en 1910 par la compagnie Canada and Gulf Terminal Railway, lorsqu'elle ouvre à l'exploitation sa ligne de Mont-Joli à Matane. Elle dispose d'un bâtiment voyageurs établi sur le territoire de la municipalité de Saint-Ulric.
La gare est fermée en septembre 1978, lors de la fermeture de la ligne au service des voyageurs.

## Patrimoine ferroviaire

### Musée de la gare de Rivière Blanche
Après la fermeture de la gare, son bâtiment est à l'abandon. À la fin de cette même année, Denis Vaugeois, le ministre des affaires culturelles du Québec, s'inquiète de son avenir car ce bâtiment est le dernier vestige existant des gares voyageurs de ce chemin de fer. Le 27 décembre, il informe la compagnie de son intention de procéder à son classement, mais la compagnie indique qu'elle vient de le vendre à un particulier qui a obligation de le déménager, une clause prévoyant sa destruction si son déplacement n'est pas effectué avant un an. Le nouveau propriétaire qui a acheté la gare, aux enchères publiques, pour la transformer en restaurant ne réussit pas à faire aboutir son projet du fait de l'avis de classement en cours.
Comme le bâtiment est toujours en place à l'échéance, en novembre 1979 la compagnie s'organise pour faire débuter les travaux de démolition. Mais « l'écrivaine Pauline Cadieux » intervient auprès de la compagnie pour le racheter et le déplacer ce qui permet l'arrêt du chantier de démolition. Elle obtient un délai plus important ce qui lui permet malgré les difficultés de faire aboutir son projet en mai 1983. La solution trouvée étant une réorientation du bâtiment qui n'est plus parallèle à la voie ferrée mais qui a été pivoté pour avoir sa façade principale en parallèle avec la rue. Après une remise en état et un réaménagement, le bâtiment, qui a pour nouvelle fonction d'être un centre d'art et d'artisanat, est ouvert de nouveau au public sous le nom de « Musée de la gare de Rivière Blanche ». Il est inauguré le 17 août 1983.
En 1993, l'activité du musée évolue et accueille un « centre d'interprétation du transport ferroviaire ». Pauline Cadieux meurt, à 89 ans, en mars 1996. Son musée est fermé cette même année. En 1998, le bâtiment est inutilisé, ce qui repose la question de son avenir. La municipalité de Mont-Joli a pour projet de le déplacer pour en faire son bureau d'information touristique. Ce projet est repoussé par les organismes locaux, notamment la Société d'histoire et de généalogie de Matane, la majorité du conseil des maires de MRC de Matane et la municipalité de Matane, demandent au Conseil des monuments et sites du Québec (CMSQ), une protection contre ce déménagement précipité. Le CMSQ souligne que le déplacement des biens patrimoniaux québécois hors de leur lieu d'origine est un problème contre lequel il faut lutter.

### Déplacement à Mont-Joli
En 1998, le bâtiment quitte son site d'origine pour rejoindre le territoire de la ville de Mont-Joli où il est aménagé en bureau d'information touristique. Mais il est de nouveau déplacé en 2010, ce qui nécessite l'annulation de sa reconnaissance qui était liée au site le 4 octobre 2012 et une nouvelle reconnaissance est faite le même jour. Le 19 octobre de la même année, il est classé à la suite de la mise en vigueur la loi sur le patrimoine culturel et est entièrement rénové.
|                            | lieu      | coordonnées                  |
| -------------------------- | --------- | ---------------------------- |
| Ancien bâtiment de la gare | Mont-Joli | 48° 35′ 37″ N, 68° 12′ 20″ O |